# Gare de Dover Priory
La gare de Dover Priory est une gare ferroviaire du Royaume-Uni, située à Douvres, dont elle est la principale, dans le Kent, en Angleterre.
Elle est desservie par les bus-navettes venant du port de Douvres, pour les passagers piétons des P&O Ferries, en correspondance avec les traversées depuis le port de Calais et la navette vers la gare de Calais-Ville. Ainsi, cette gare permet de reprendre un train vers Londres.

## Situation ferroviaire

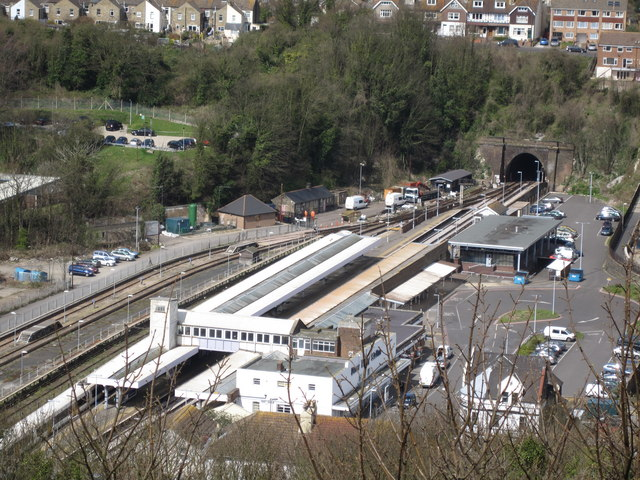
Vue générale de la gare, avec le Priory tunnel au fond.

La gare se situe entre deux tunnels, dénommés Priory (au nord) et Dover Harbour (au sud).

## Service des voyageurs

### Desserte

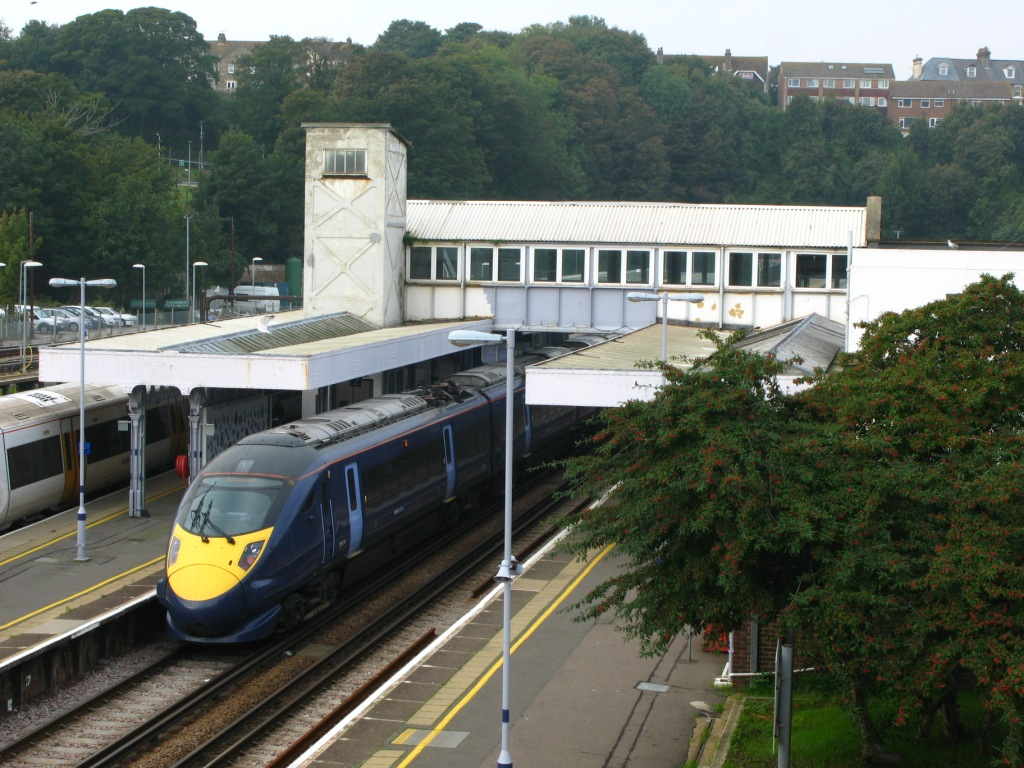
Les voies et les quais, lors de la desserte d'un train de la Southeastern.

Les trains desservant Dover Priority permettent d'atteindre notamment les gares suivantes :
- Londres-Saint-Pancras ;
- Londres-Charing-Cross, via Sevenoaks ;
- Londres-Victoria, via Canterbury-East et Chatham ;
- Ramsgate, via Deal.